# Alcool de Kaesong
L'alcool de Kaesong (en anglais Kaesong liquor) est une boisson alcoolisée de type brandy, originaire de Corée du Nord.

## Description
Cet alcool, titrant entre 30 et 40°, est fabriqué dans l'usine « Taedonggang Foodstuff Factory », située dans la zone industrielle de Kaesong. La boisson est composée d'« insam », c'est-à-dire du ginseng vieilli six ans, selon une méthode vieille de 180 ans.
Ce brandy a été primé lors de foires internationales, dont celles de Plovdiv en 1969 et 1977, et à la foire de Leipzig de 1970.
En janvier 2016, les médias relayent un article publié dans le Pyongyang Times, qui décrit cet alcool comme ne donnant pas la gueule de bois. Il s'agirait de l'aboutissement de plusieurs années d'études lancées par l'université Songgyungwan de Koryo et dont s'était déjà fait écho le Pyongyang Times du 19 août 2015, après qu'un article de 1999 a qualifié cet alcool d'« élixir de vie ».  Ces recherches portaient sur l'usage de riz glutineux, introduit dans la recette en remplacement du sucre, initialement pour rectifier l'amertume du breuvage.
Les propriétés "anti-gueule de bois" de cet alcool sont contestées par André Fuster, œnologue et spécialiste de la fermentation alcoolique, car selon lui, c'est la déshydratation engendrée par l'alcool qui cause les maux de tête, et non le sucre, donc remplacer le sucre par du gluten n'a aucun d'effet.